# Reminiscence
Reminiscence – solowy album polskiego pianisty jazzowego Mieczysława Kosza, nagrany wraz z kontrabasistą Bronisławem Suchankiem i perkusistą Januszem Stefańskim.
Nagrania zarejestrowano w marcu 1971 w sali Filharmonii Narodowej w Warszawie. Płyta ukazała się w serii Polish Jazz nr 25. Winylowy album wydany został w 1971 przez Polskie Nagrania „Muza”. Reedycje na CD: Polskie Nagrania Muza PNCD 925 (2004) i PNCD 1025 (w 2005).

## Muzycy
- Mieczysław Kosz – fortepian
- Bronisław Suchanek – kontrabas
- Janusz Stefański – perkusja, fleksaton

## Lista utworów
Strona A
| 1. | "Kniaź Igor (op.) – Tańce połowieckie" (Aleksandr Borodin) | 6:20  |
|    |                                                            |       |
| 2. | "Preludium c-moll" (Fryderyk Chopin)                       | 5:22  |
|    |                                                            |       |
| 3. | "Marzenie miłosne" (Ferenc Liszt)                          | 3:57  |
|    |                                                            |       |
| 4. | "Yesterday" (John Lennon, Paul McCartney)                  | 5:04  |
|    |                                                            |       |
|    |                                                            | 20:43 |
|    |                                                            |       |
Strona B
| 5. | "Wspomnienie" (Mieczysław Kosz)   | 7:28  |
|    |                                   |       |
| 6. | "For You" (Mieczysław Kosz)       | 6:02  |
|    |                                   |       |
| 7. | "Spełnienie" (Bronisław Suchanek) | 7:30  |
|    |                                   |       |
|    |                                   | 21:00 |
|    |                                   |       |

## Informacje uzupełniające
- Reżyser nagrań – Zofia Gajewska
- Inżynier dźwięku – Jacek Złotkowski
- Projekt okładki – Marek Karewicz
- Omówienie na okładce – Krystian Brodacki